# Torslundagropens naturreservat
Torslundagropens naturreservat är ett naturreservat i Enköpings kommun i Uppsala län.
Området är naturskyddat sedan 2009 och är 9,69 hektar stort. Reservatet består av ett tidigare grustag i Enköpingsåsen och dess omgivningar. Motiveringen till reservatet är att skydda konkurrenssvaga växter och insekter som behöver en torr och sandig miljö för att trivas. En damm har anlagts för att ge livsrum åt grodor och andra vattenlevande arter. Reservatet sköts för att förhindra att de öppna ytorna växer igen. 
| Observerade arter av växter, insekter och fåglar |                |                 |                   |
| Örter                                            | Insekter       | Fåglar          | Mossor            |
| Backtimjan                                       | Glimfältmätare | Backsvala       | Liten toffelmossa |
| Blåeld                                           | Klöverhumla    | Gräshoppsångare | Stjärtmossa       |
| Gråbo                                            | Punktblodbi    | Göktyta         | Styv toffelmossa  |
| Gulmåra                                          |                | Hämpling        |                   |
| Knytling                                         |                | Ortolansparv    |                   |
| Skogsklöver                                      |                | Rosenfink       |                   |
| Tjärblomster                                     |                | Stenskvätta     |                   |
| Vit sötväppling                                  |                | Törnskata       |                   |

## Miljöbilder

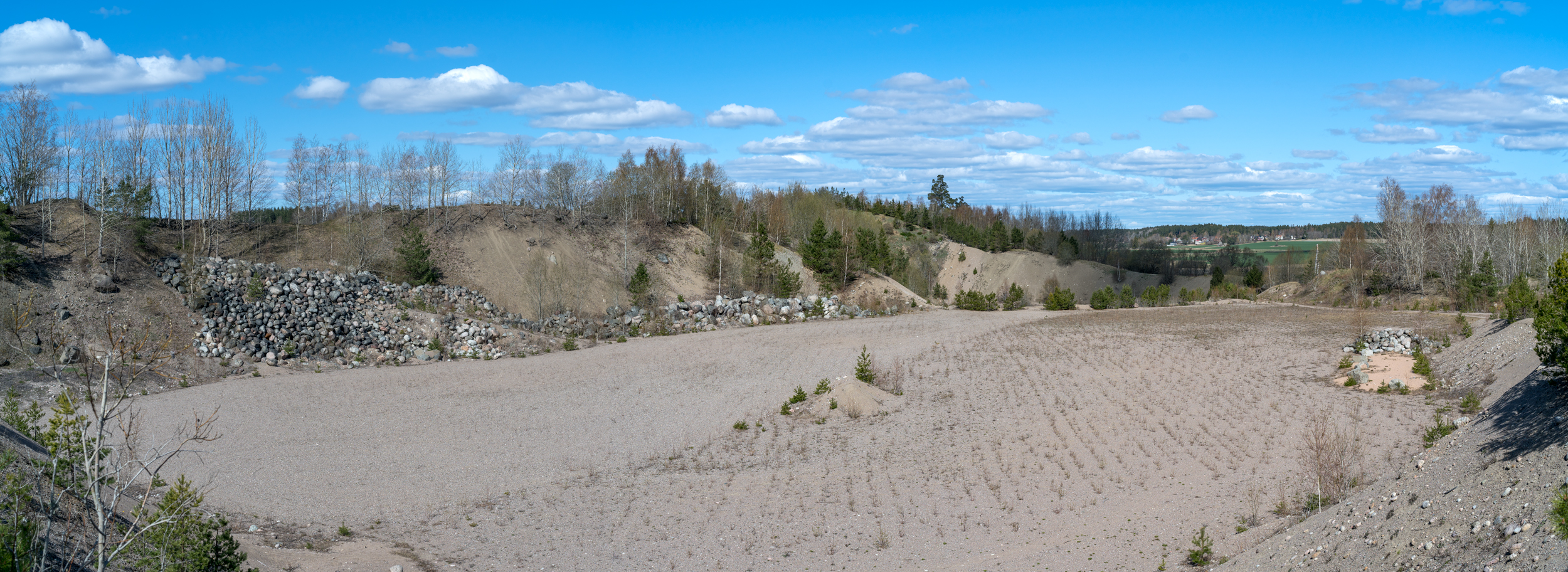
Torslundagropen - vy mot NV.
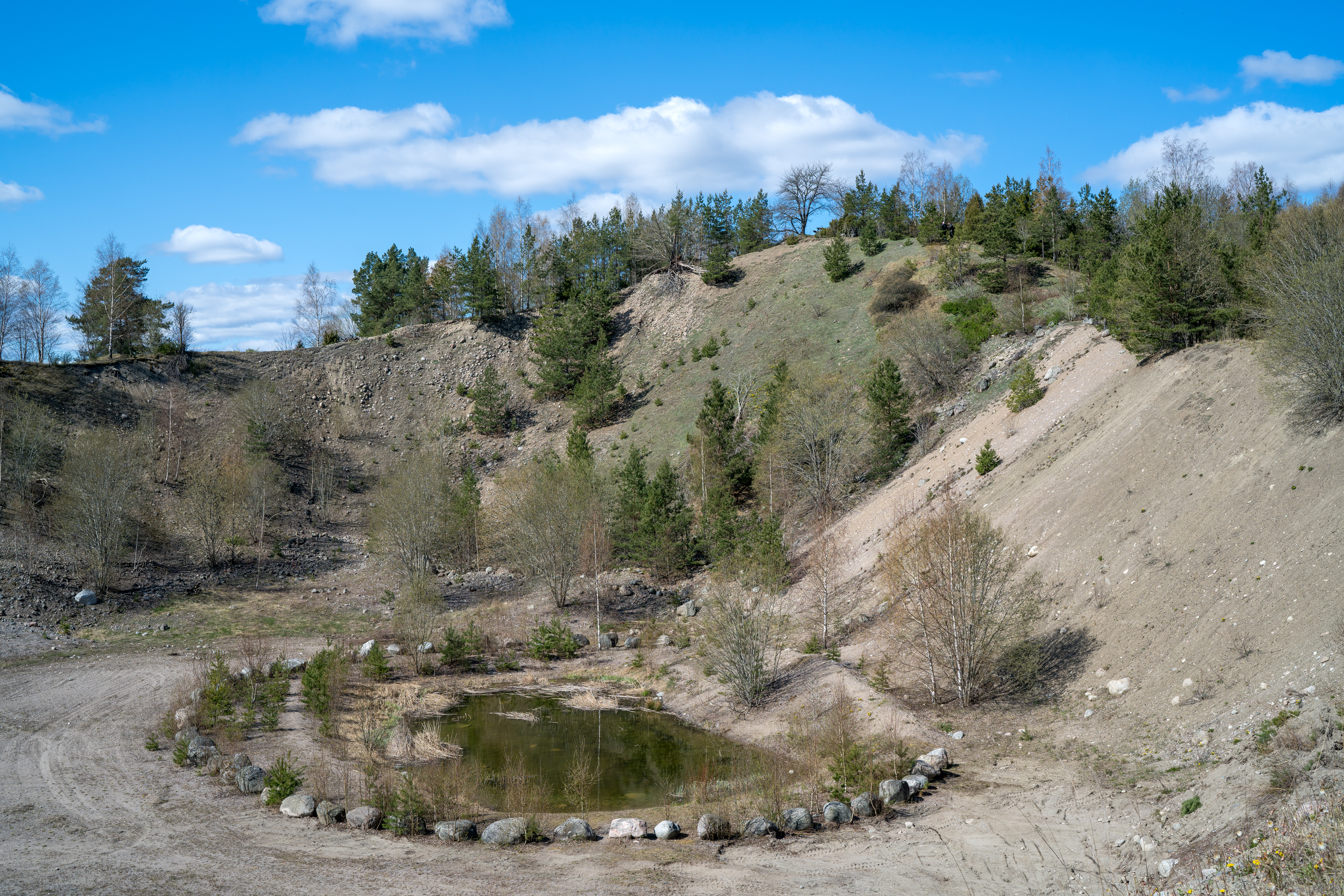
Dammen i Torslundagropen.
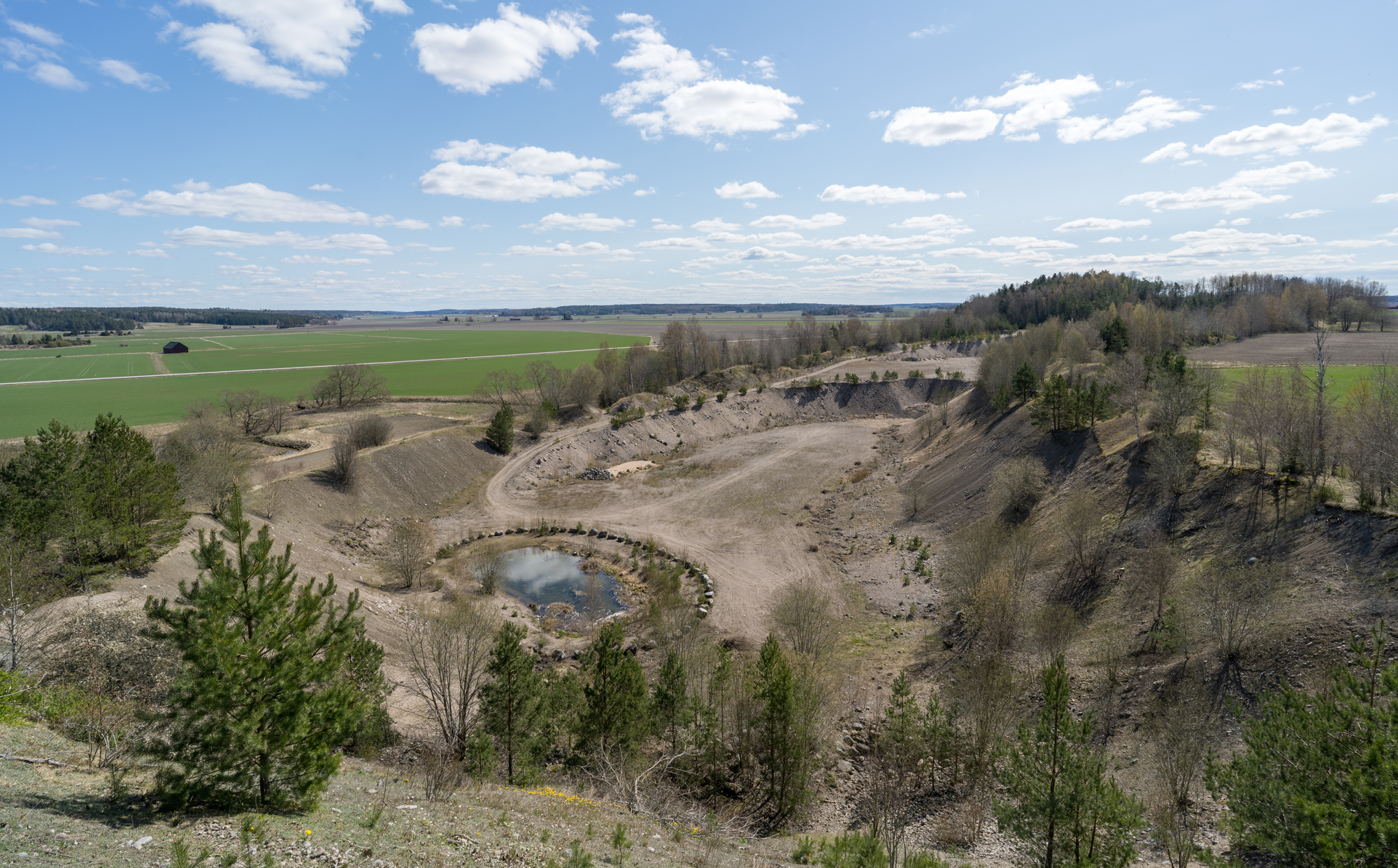
Vy från Enköpingsåsen mot Torslundagropen.